# Mesostigmata

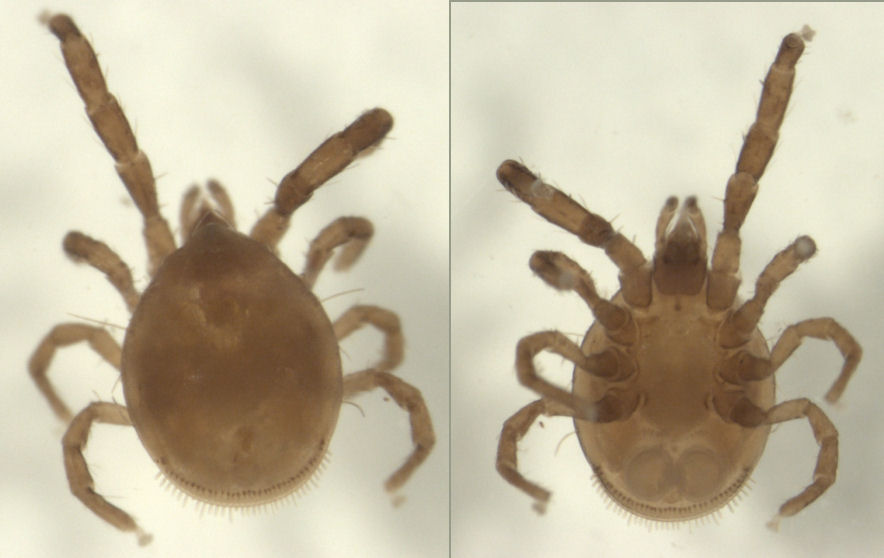
Sejida (Sejoidea), Новая Зеландия

Mesostigmata (лат.) — отряд клещей из надотряда паразитиформных (Parasitiformes). Насчитывают более 8000 видов, четверть из которых относятся к семейству Phytoseiidae. Коксы свободные, тритостернум развит и гнатосома не редуцирована.

## Палеонтология
Палеонтологическая летопись отряда Mesostigmata крайне скудна и ограничивается кайнозоем. В ископаемом виде было найдено всего девять семейств отряда, описано четыре вымерших вида. 

## Классификация
Около 100 семейств, 26 надсемейств, 12 подотрядов, 900 родов, более 8000 видов. Систематика по Beaulieu (2011):
- Подотряд Monogynaspida
  - Инфраотряд Uropodina — Уроподы
    - Надсемейство Diarthrophalloidea (ранее подотряд Diarthrophallina)
    - Надсемейство Microgynioidea (ранее подотряд Microgyniina; Microgyniidae, Nothogynidae)
    - Надсемейство Thinozerconoidea
    - Надсемейство Uropodoidea (ранее подотряд Uropodina)

  - Инфраотряд Gamasina — Гамазовые клещи
    - Гипотряд Arctacariae
      - Надсемейство Arctacaroidea (Arctacaridae)

    - Гипотряд Dermanyssiae (ранее подотряд Dermanyssina, 559 родов и более 5000 видов)
      - Надсемейство Ascoidea
      - Надсемейство Dermanyssoidea
      - Надсемейство Eviphidoidea (Eviphididae — Leptolaelapidae — Macrochelidae — Pachylaelapidae — Parholaspididae)
      - Надсемейство Phytoseioidea (в том числе Phytoseiidae, ранее в Ascoidea)
      - Надсемейство Rhodacaroidea
      - Надсемейство Veigaioidea

    - Гипотряд Epicriiae (ранее подотряды Heatherellina с 1 родом и Epicriina с 1 надсемейством Epicrioidea)
      - Надсемейство Epicrioidea (Epicriidae)
      - Надсемейство Heatherelloidea (Heatherellidae)
      - Надсемейство Zerconoidea (Coprozerconidae — Zerconidae)

    - Гипотряд Parasitiae (ранее подотряд Parasitina)
      - Надсемейство Parasitoidea (Parasitidae)
- Подотряд Sejida (ранее Sejina)

- Надсемейство Heterozerconoidea (ранее Heterozerconina)
- Надсемейство Sejoidea

- Подотряд Trigynaspida
  - Инфраотряд Antennophorina
  - Инфраотряд Cercomegistina (Saltiseiidae)